# Ермаков (хутор)
Ермаков — хутор в Орловском районе Ростовской области.
Входит в состав Майорского сельского поселения.

## География

### Улицы
- ул. Лесная,
- ул. Полевая,
- ул. Школьная,
- пер. Колхозный,
- пер. Степной.

## Население
| 2010 |
| ---- |
| 53   |